# Bayrakdar Mustafà Paixà
Bayrakdar Mustafà Paixà o Alemdar Mustafà Paixà (Khotin vers 1750-Istanbul 15 de novembre de 1808) fou un general i gran visir otomà. Era fill d'un genísser ric.
Es va distingir en el regnat de Mustafà III en la guerra contra Rússia i allí fou on va adquirir el malnom de Bayrakdar (Porta-estendard). Després de la guerra va tenir un càrrec oficial a Rusçuk i després va ser nomenat en les funcions honorífiques de kapidji bashi i de mir akhur. El 1806 fou nomenat paixà de Silistra i serasker de la frontera del Danubi per aturar a l'exèrcit rus, el que el convertia en un dels personatges principals de Rumèlia.
Va donar suport a les reformes de Selim III i quan aquest fou deposat va entrar en contacte amb els enemics del nou sultà Mustafà IV i del govern reaccionari. El juny de 1808 se li va reunir a Rusçuk el caimacan Tayyar Paşa, que exercia de facto com a primer ministre en absència del titular Çelebi Mustafa Paşa (enviat fora per apartar-lo del poder). Tayyar Paşa havia substituït a Musa Pasha, un dels inspiradors de la deposició de Selim III, però després s'havia enfrontat amb l'altra, el mufti, que havia aconseguit dominar la situació, i Musa Pasha havia estat cessat. Tayyar Pasha s'havia enfrontat igualment al musfti i també fou cessar i llavors es va unir a Bayrakdar. Els dos se'n van anar a Edirne per unir les seves forces a les del gran visir Çelebi Mustafa Pasha, estacionades en aquesta ciutat. Així es van reunir totes les forces militars otomanes a Rumèlia i van marxar a Istanbul. El sultà va acceptar les seves condicions el 23 de juliol, que foren només apartar al partit conservador del poder i eliminar el cos militar del Yamaks. El 26 de juliol fou nomenat comandant en cap de l'exèrcit i el 28 de juliol el general Bayrakdar o Alemdar (aquest era el nom oficial) va retirar al gran visir el segell i va començar a actuar pel seu compte exercint com a gran visir des del dia 29 i es va presentar al palau on el sultà s'havia absentat unes hores per una excursió i va retornar furiós. Per tal d'assegurar el seu lloc com a soldà, Mustafà va ordenar que assassinessin a Selim i al seu germà Mahmut. Selim va morir a mans dels eunucs, però Mahmut va poder amagar-se a temps. Quan els rebels el van fer presoner, Mahmut sortí del seu amagatall i va ser nomenat soldà en el lloc del seu germà (Mahmut II).
Bayrakdar Mustafà Paixà va fer executar a alguns partidaris del règim reaccionari i va organitzar un gran funeral d'estat per Selim III. Va confirmar els drets dels ayans i derebeys de províncies i va crear un nou cos militar anomenat Nizamli asker que va substituir als Nizam-i Djedid que havia creat Selim III i Mustafà IV havia dissolt. Va convocar a un congrés general d'alts dignataris als quals va exposar un programa de reformes que fou subscrit per la majoria i avalat per una fàtua del mufti (octubre de 1808). La rapidesa de les reformes el van fer impopular i els ulemes van encapçalar l'oposició. El 14 de novembre els geníssers es van revoltar; a la nit la seva residència fou rodejada i es va calar foc al barri. Bayrakdar es va refugiar de les flames a una torre del seu palau on tres dies després se'l va trobar mort. Fou enterrat a Yedi Kule.